# 莫塔圣乔瓦尼
莫塔圣乔瓦尼（義大利語：Motta San Giovanni）是意大利雷焦卡拉布里亚省的一个市镇。总面积46平方公里，人口6399人，人口密度139.1人/平方公里（2009年）。ISTAT代码为080054。